# Sepp Wiesner
Sepp Wiesner (* 18. September 1927 in Braunau am Inn; † 14. Oktober 2002 in Mattsee) war ein österreichischer Politiker (VdU/FPÖ) und Holzhändler. Er war von 1971 bis 1983 Abgeordneter zum Salzburger Landtag und von 1983 bis 1984 Landesrat in der Salzburger Landesregierung. 

## Ausbildung und Beruf
Wiesner besuchte zwischen den Jahren 1933 und 1935 die Volksschule in seinem Geburtsort Braunau am Inn, bevor er 1935 mit seiner Familie nach Mattsee übersiedelte. Er setzte in Mattsee zwischen 1935 und 1937 den Besuch der Volksschule fort und absolvierte danach von 1937 bis 1941 die Hauptschule in Seekirchen am Wallersee. 1941 trat er in den Dienst der Reichspost und begann eine Lehre. Nachdem er 1944 seinen Lehrabschluss erreicht hatte, wurde er zwischen 1944 und 1945 beim Reichsarbeitsdienst eingesetzt und kämpfte danach als Kriegsfreiwilliger bei der Waffen-SS. Er geriet 1945 in britische Kriegsgefangenschaft und absolvierte nach seiner Entlassung aus der Gefangenschaft eine zweijährige Lehre als Zimmerer. Danach war er beruflich als Angestellter sowie ab 1952 als Selbstständiger im Holzgeschäft tätig.

## Politik und Funktionen
Sepp Wiesner trat 1949 dem Verband der Unabhängigen bei und wurde nach der Gründung der Freiheitlichen Partei Österreichs Mitglied der FPÖ. Er war innerparteilich von 1949 bis 1981 als Ortsparteiobmann des VdU bzw. der FPÖ in Mattsee aktiv und fungierte von 1960 bis 1967 als stellvertretender Bezirksparteiobmann der FPÖ im Flachgau. Danach war er von 1967 bis 1983 Bezirksparteiobmann der FPÖ-Flachgau. Nachdem Wiesner am 27. Oktober 1971 als Abgeordneter zum Salzburger Landtag angelobt worden war, wirkte er von 1980 bis 1983 als Klubobmann des FPÖ-Landtagsklubs. Am 16. März 1983 wechselte er als Landesrat in die Salzburger Landesregierung, der er bis zum 16. Mai 1984 angehörte. Er war zudem innerparteilich von 1981 bis 1982 als geschäftsführender Landesparteiobmann und danach von 1982 bis 1985 als Landesparteiobmann der FPÖ Salzburg aktiv. Zudem wirkte er von 1967 bis 1981 als Mitglied der Gemeindevertretung von Mattsee und gehörte von 1979 bis 1981 dem dortigen Gemeinderat an.